# 童猛
童 猛（どう もう）は、中国の小説で四大奇書の一つである『水滸伝』の登場人物。
梁山泊第六十九位の好漢。地退星の生まれ変わり。渾名は翻江蜃（ほんこうしん）で、長江を荒れさせるミズチと意味し、泳ぎが達者なのと混江「竜」李俊の腹心であるため名付けられたと思われる。童威とは兄弟でともに李俊を慕い、李俊の梁山泊への入山・離脱の際にもこれに従った。

## 生涯
童猛は江州掲陽嶺で兄貴分の李俊、兄の童威と一緒に暮らしており、李俊の塩の密売を手伝っていた。
あるとき李俊が義士として名高い宋江義の為に罪を犯し江州に流されてくると聞き、李俊と童兄弟はこれを出迎えようとしていたが、それを知らない李立が宋江一行を痺れ薬入りの酒で盛りつぶしてしまう。これを知った李俊は慌てて宋江たちを介抱させ、童兄弟もこれをきっかけに宋江と知り合いになった。しばらくして江州で労役に就いていた宋江が無実の罪を着せられて、労役人の戴宗とともに処刑されるという知らせが入る。李俊たちは穆弘、穆春兄弟、張横、張順兄弟とともに縄張り一体の船乗りを動員して二人を救出するべく長江を下り、童兄弟もこれに付き従う。一行が、江州に着くと晁蓋を初めとする梁山泊勢が二人を救出しており官軍に追われていたためすかさず全員を船に乗せて退避。穆弘の屋敷に逗留した後、二人に罪を着せた黄文炳に制裁を加えた後、そのまま梁山泊へ合流した。
童兄弟ははじめ梁山泊の西に新たに設けられた居酒屋を任され、ここで情報収集や見張りを担当。祝家荘戦終了直後に水軍に異動となる。呼延灼との戦いや、関勝に捕らえられた張横と阮小七を救出したりと、李俊に付き従って活躍、百八星集結後も引き続き水軍の将として活躍した。官軍との戦いでも李俊とともに官軍の水軍を散々に打ち破り、童兄弟も敵将の一人を生け捕りにした。梁山泊が朝廷に帰順した後も李俊に従って活躍するが、あくまで自由を求める李俊ら水軍衆は次第に梁山泊の徹底した官軍への恭順方針に懐疑的になって行き、特に二人の主、李俊の反発は強かった。
方臘攻めの際、李俊とともに太湖周辺で住む、4人の緑林の好漢、費保らに方臘軍の将と勘違いされ捕らえられてしまうが、童兄弟は李俊に「兄貴と一緒に死ぬなら本望です。けれどもこのまま兄貴の名前が埋もれてしまうことだけが残念でなりません」と心情を吐露する。しかし誤解が解けた後は彼らと打ち解け、二人は李俊とともに義兄弟の契りを結ぶ。この時、李俊は4人の自由のままに生きる考えに大きく共感し、方蝋攻めが終わった後、開封への凱旋途中、病気の振りをして、梁山泊一行から離脱、この時李俊は童兄弟も看病の為に残して欲しいと申し入れたので、二人も一行から離脱した。その後、李俊は費保らとともに暹羅（ただし、これは現在のタイ王国の位置ではない。『水滸後伝』には澎湖列島の向かいの島々とある）に出航して、そこで王になるが、童兄弟もそこで高官となった。